# Affeton Castle
Affeton Castle er en ombygget portbygning fra middelalderen, der ligger nær East Worlington, i Devon, England.
Det var tidligere en del af den befæstede herregård Affeton, der blev opført af Stucley-familien omkring 1434 i Little Dart River. Herregården blev ødelagt under den engelske borgerkrig i 1640'erne, og i begyndelsen af 1800-tallet stod portbygningen som en ruin.
Den blev renoveret i 1868-9 af Sir George Stucley, 1. Baronet skyd- eller jagthytte. I 1956 blev det ombygget til en privatbolig til Sir Dennis Stucley, 5t. Baronet.
Bygningen, der måler omkring 18 x 6,7 er klassificeret som listed building af anden grad.